# Chikkahonnavalli, Tiptur
Chikkahonnavalli là một làng thuộc tehsil Tiptur, huyện Tumkur, bang Karnataka, Ấn Độ.